# Siphonogorgia collaris
Siphonogorgia collaris är en korallart som beskrevs av Nutting 1908. Siphonogorgia collaris ingår i släktet Siphonogorgia och familjen Nidaliidae. Inga underarter finns listade i Catalogue of Life.